# Daniel Bamberg
Daniel José Bamberg, född 23 april 1984 i São Lourenço, Santa Catarina, är en brasiliansk före detta fotbollsspelare.
Hans moderklubb är Fortaleza EC Brasilien. Bamberg kom till IFK Norrköping 2006 som högermittfältare. Han A-lagsdebuterade för Norrköping 24 augusti 2006 mot GIF Sundsvall. Bamberg bildade en stark högerkant med Viktor Rönneklev.
I början av 2012 köptes han till Örebro SK från norska FK Haugesund i Tippeligaen. Inför säsongen 2013 återvände han till norska Haugesund.